# 碇內
碇內，原稱石碇內，是基隆市暖暖區的一個地名，位於該區東北部。

## 歷史
台灣清治初期，此一地區稱「石碇(定)內」，隸屬於石碇堡，乾隆年間繪製的《紫線番界圖》稱此地為「石定內」。清治末期至日治前期，碇內地區為一街庄，稱為「碇內庄」。該庄北與石硬港庄、大水窟庄為鄰，東與大坑埔庄、四腳亭庄為鄰，南邊及西邊為暖暖街。
1901年（日治明治三十四年）11月，該庄隸屬於基隆廳，編入第二十區。1905年（明治三十八年）7月，第二十區改名「暖暖區」。1920年（大正九年），該庄改制為「碇內」大字，隸屬於臺北州基隆郡七堵庄，大字下有「碇內」、「溪西股」小字名。
戰後七堵庄改制為七堵鄉，隸屬於臺北縣，大字亦改制為村。1947年1月，七堵鄉劃歸基隆市，並改稱七堵區，村改制為里。1949年2月，暖暖、七堵分治，本地區歸屬暖暖區。

## 交通
台鐵宜蘭線經過碇內地區，但未設站，最近的是暖暖車站、四腳亭車站。由此等往東可前往宜蘭、羅東、花蓮、台東等地，往西可在七堵車站連接縱貫線以前往基隆、台北、桃園、新竹、苗栗及中南部各地。
省道台62線即東西向快速公路－萬里瑞濱線，在鄰近的八堵地區設有暖暖交流道。省道台2丁線沿基隆河南岸橫向穿越本地區北部，往東可前往瑞芳，往西可前往八堵。

## 學校
- 碇內國中
- 碇內國小